# إليشا إف. باكستون
إليشا إف. باكستون (بالإنجليزية: Elisha F. Paxton) هو محامي أمريكي، ولد في 4 مارس 1828 في مقاطعة روكبريج في الولايات المتحدة، وتوفي في 2 مايو 1863 في Chancellorsville, Virginia ‏ في الولايات المتحدة.